# Lluïsa Francesca de Borbó

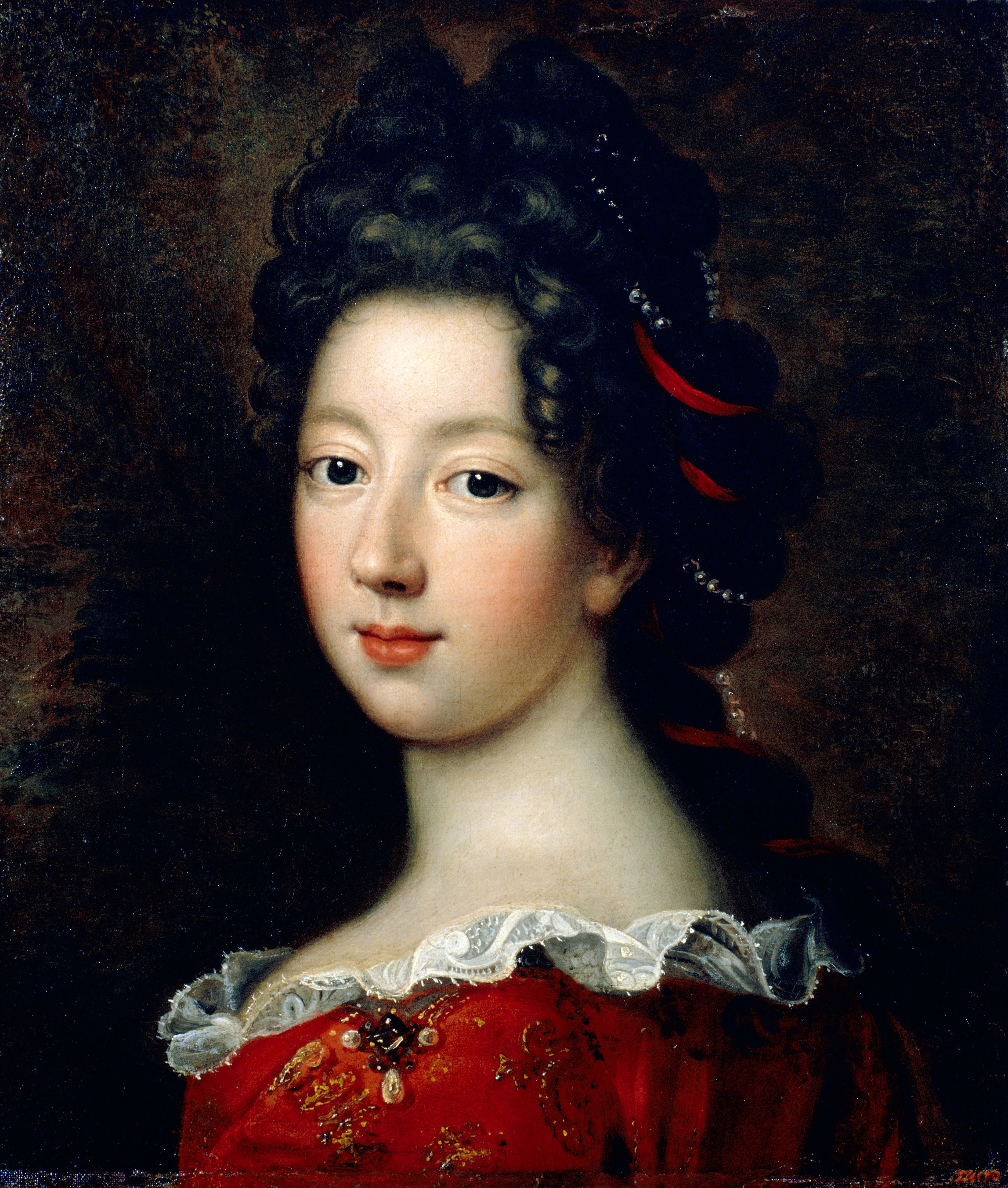
Louise Françoise de Bourbon, per François de Troy (MNAC.

Lluïsa Francesca de Borbó (en francès Louise Françoise de Bourbon) va néixer a la ciutat belga de Tournai l'1 de juny de 1673 i va morir a París el 16 de juny de 1743. Era filla del rei Lluís XIV de França (1638-1715) i de la seva amistançada Madame de Montespan (1641-1707).

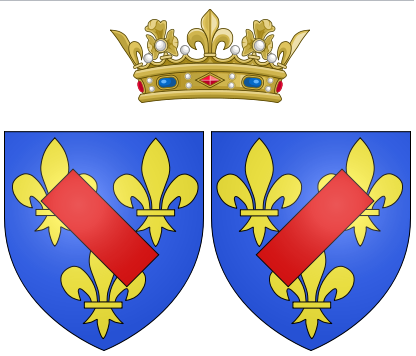

Lluïsa Francesca i la resta de germans nascuts d'aquesta unió van ser legitimats i dotats de títols nobiliaris, tot i no ser considerats com a part de la família reial. A ella se li va concedir el títol de Senyora de Nantes, que després de casar-se amplià amb el de duquessa de Borbó, i després princesa de Condé. Amb tot, se la va apartar de la seva mare, a qui no va poder veure fins que aquesta es retirà el 1691 a un convent de París; i quan va morir el seu pare va prohibir expressament que cap dels seus fills portés dol.
Era una dona intel·ligent i bonica, que després de la mort del seu marit es convertí en el centre de la vida social al Palau de Versalles, on va tenir no pocs conflictes amb altres dones de la Cort, fins i tot amb la seva germana petita Francesca Maria, casada amb el duc Felip d'Orleans i, per tant, de més rang que no pas ella. També va tenir diversos amants com el seu cunyat Francesc Lluís de Borbó, i més tard el marquès de Lassay, amb qui va acumular una gran fortuna.

## Matrimoni i fills
Sota la tutela de Madame de Maintenon va ser casada el 24 de maig de 1685, a l'edat de dotze anys, amb el duc Lluís III de Borbó-Condé (1668-1710), fill del príncep Enric III de Borbó-Condé (1643-1709) i de la princesa palatina Anna Enriqueta de Baviera (1648-1723). Tot i les males relacions de la parella, donat el caràcter violent i pertorbat del seu marit, el matrimoni va tenir nou fills:
- Maria Anna (1690-1760), abadessa de Saint-Antoine-des-Champs
- Lluís Enric (1692-1740)
- Lluïsa Elisabet (1693-1775), casada amb Lluís Armand de Borbon-Conti (1695-1727)
- Lluïsa Anna (1695-1758)
- Maria Anna (1697-1741}
- Carles (1700-1760), comte de Charolais.
- Enriqueta (1703-1772), abadessa de Beaumont-lès-Tours.
- Elisabet (1705-1765)
- Lluís (1709-1771), comte de Clermont-en-Argonne.